# 43667 Dumlupınar
43667 Dumlupınar è un asteroide della fascia principale. Scoperto nel 2002, presenta un'orbita caratterizzata da un semiasse maggiore pari a 2,4418826 UA e da un'eccentricità di 0,1128576, inclinata di 13,52126° rispetto all'eclittica.